# 小妈妈
《小妈妈》（法语：Petite maman）是一部法国电影，由瑟琳·席安玛编剧及导演，是她编导的第五部长片。本片于2021年3月在柏林国际电影节上首映。 2021年6月2 日在法國由 Pyramide Distribution 發行。這部電影獲得了廣泛的好評。

## 剧情
8岁的奈丽（Nelly）的外婆刚去世了，她帮着爸妈去收拾旧屋，也就是妈妈曾经的家，奈丽的媽媽對於對整個過程深感不安，連夜都沒有跟奈丽說再見就離開了。她在旧房子里四处探索玩耍。奈丽听妈妈讲过好多次，她小时曾经搭建过一个树屋。有一天，妈妈突然离去，而这天奈丽在树林里遇到了一个同龄的，搭建树屋的孩子，她的名字和奈丽的妈妈一样，也叫马良（Marion）。马良的個性相當友善，不但邀請奈丽幫助她，還在開始下雨的時候帶奈丽回家。奈丽告訴马良，她因為祖母逝世所以抵達這裡四處探索，被马良告知自己和马良的祖母同名。稍後奈丽穿過房子，意識到這是她祖母的房子，而马良是她的母親時，她驚慌失措的逃回房子裡，當她回到房子裡發現她的父親在場時，她鬆了一口氣。
翌日，奈丽再度返回森林和马良建造树屋，奈丽發現马良不僅和她同齡，還在三天後準備進行手術，以防患上與母親相同的疾病。經過多次的往來互動，奈丽亦得知了马良母親的往事，包含马良母親曾懷有當演員的夢想。
奈丽告訴马良，自己其實是她未來的曾孫女，她將马良帶回祖母的家裡，透露马良的母親在马良31歲那年逝世，奈丽則深切地愛著她。隨後奈丽的父親前來告知想趕在她母親生日的時候回來，中斷兩者的對話。马良的讓奈丽待在這邊過夜，奈丽則說服父親讓她多住一晚，好讓她能花更多時間和马良在一塊。
奈丽和马良趁著過夜期間，慶祝马良的九歲生日。第二天早上，马良準備去醫院進行手術，奈丽向她保證手術會沒事的，還透露她的母親是一個悲傷的人，她經常想知道是不是因為她。马良向她保證，她認為情況並非如此。在马良去醫院和奈丽最後一次舊房子之前，兩人擁抱在一起。
故事尾聲，奈丽回到她祖母的房子，還對她的母親回來看房子感到驚訝。兩人擁抱在一起，說出對方的名字。

## 演员
约瑟芬·桑（Joséphine Sanz）饰演奈丽

加布丽耶·桑（Gabrielle Sanz）饰演马良

史蒂芬·瓦胡潘（Stéphane Varupenne）饰演爸爸

尼娜·梅丽斯（Nina Meurisse）饰演妈妈

玛戈·阿巴斯卡尔（Margo Abascal）饰演外婆。

## 制作
本片由Lilies Films公司和France 3 Cinéma联合出品。这也是制片人贝内迪克蒂·库夫勒尔、摄影师克莱尔·马彤继《燃烧女子的肖像》后再度与瑟琳·席安玛携手合作。影片于2020年11月在巴黎郊外开机拍摄。本片由Pyramide负责法国发行，MK2负责国际发行。

## 首映
本片入选第71届柏林国际电影节主竞赛单元，并于2021年3月3日在柏林国际电影节首映。在柏林线上首映期间，Neon公司即洽购此片北美发行权，MUBI公司洽购此片英国、爱尔兰和土耳其发行权。2021年6月2日《小妈妈》在法国公映，8月27日在土耳其公映，9月15日在荷兰公映，11月19日在英国公映。

## 榮譽
| Award                                   | Date of ceremony  | Category                              | Recipient(s)                          | Result    | Ref.         |
| --------------------------------------- | ----------------- | ------------------------------------- | ------------------------------------- | --------- | ------------ |
| 柏林國際影展                            | March 5, 2021     | 金熊獎                                | Céline Sciamma                        | 提名      | [ 10 ]       |
| 聖地牙哥國際電影節                      | March 24, 2021    | Best International Film               | Petite Maman                          | 獲獎      | [ 來源請求 ] |
| 雅加達電影週（Jakarta Film Week）       | November 21, 2021 | Golden Feature Award                  | Petite Maman                          | 獲獎      | [ 11 ]       |
| 英國獨立電影獎                          | December 5, 2021  | Best International Independent Film   | Céline Sciamma and Bénédicte Couvreur | 提名      | [ 12 ]       |
| Chicago Film Critics Association Awards | December 15, 2021 | Best Foreign Language Film            | Petite Maman                          | 提名      | [ 13 ]       |
| 洛杉磯影評人協會                        | December 18, 2021 | Best Foreign Language Film            | Petite Maman                          | 獲獎      | [ 14 ]       |
| 國家影評人協會                          | January 8, 2022   | Best Film                             | Petite Maman                          | Runner-up | [ 15 ]       |
| 國家影評人協會                          | January 8, 2022   | Best Director                         | Céline Sciamma                        | Runner-up | [ 15 ]       |
| 多倫多影評人協會                        | January 16, 2022  | Best Foreign Language Film            | Petite Maman                          | Runner-up | [ 16 ]       |
| 倫敦影評人協會                          | February 6, 2022  | Foreign Language Film of the Year     | Petite Maman                          | 提名      | [ 17 ]       |
| 倫敦影評人協會                          | February 6, 2022  | Director of the Year                  | Céline Sciamma                        | 提名      | [ 17 ]       |
| 獨立精神獎                              | March 6, 2022     | Best International Film               | Petite Maman                          | 提名      | [ 18 ]       |
| 英國電影學院獎                          | March 13, 2022    | Best Film Not in the English Language | Céline Sciamma and Bénédicte Couvreur | 提名      | [ 19 ]       |

## 外部連結
- 互联网电影数据库（IMDb）上《小妈妈》的资料（英文）

- 法国电影联盟（Unifrance）上《小妈妈》 （页面存档备份，存于）条目

- 法国商业电影网（Allociné）上 《小妈妈》 （页面存档备份，存于）条目

- MK2公司《小妈妈》 （页面存档备份，存于）页面